# Liste der Kirchen im Bistum Aachen – Region Krefeld
Die Liste der Kirchen im Bistum Aachen – Region Krefeld listet die römisch-katholischen Kirchen auf, die zum Bestand der GdG Krefeld-Mitte, GdG Krefeld-Ost, GdG Krefeld-Süd, GdG Krefeld-Nord, GdG Krefeld-Nordwest und GdG Meerbusch (ohne den Ortsteil Büderich) im Bistum Aachen zählen. Die Kapellen der Region sind in der Liste der Kapellen im Bistum Aachen – Region Krefeld einsortiert, die profanierten Kirchen in der Liste der profanierten Kirchen im Bistum Aachen.

## Liste
| Bild | Kirche                      | Ort                         | Pfarrei                          | Gemeinschaft der Gemeinden | Rang                          | Bauzeit                                                   |
| ---- | --------------------------- | --------------------------- | -------------------------------- | -------------------------- | ----------------------------- | --------------------------------------------------------- |
|      | Liebfrauenkirche            | Krefeld                     | Papst Johannes XXIII./Krefeld    | Krefeld-Mitte              | Filialkirche                  | 1854–1860, 1872–1877 (Turm),                              |
|      | St. Anna                    | Krefeld                     | Heiligste Dreifaltigkeit/Krefeld | Krefeld-Nordwest           | Pfarrkirche                   | 1901–1903                                                 |
|      | St. Dionysius               | Krefeld                     | Papst Johannes XXIII./Krefeld    | Krefeld-Mitte              | Pfarrkirche                   | 1754, 1840–1844 (Umbau und Erweiterung, 1893–1894 (Turm)) |
|      | St. Elisabeth               | Krefeld                     | Heilig Geist/Krefeld             | Krefeld-Mitte              | Filialkirche                  | 1912–1915                                                 |
|      | St. Hubertus                | Krefeld                     | St. Christophorus/Krefeld        | Krefeld-Nord               | Filialkirche                  |                                                           |
|      | St. Johann Baptist          | Krefeld                     | Maria Frieden/Krefeld            | Krefeld-Süd                | Filialkirche                  |                                                           |
|      | St. Josef                   | Krefeld                     | Papst Johannes XXIII./Krefeld    | Krefeld-Mitte              | Filialkirche                  | 1887–1898                                                 |
|      | St. Martin                  | Krefeld                     | Maria Frieden/Krefeld            | Krefeld-Süd                | Filialkirche                  |                                                           |
|      | St. Stephan                 | Krefeld                     | Heilig Geist/Krefeld             | Krefeld-Mitte              | Pfarrkirche                   | 1854–1859                                                 |
|      | St. Thomas Morus            | Krefeld                     | Heiligste Dreifaltigkeit/Krefeld | Krefeld-Nordwest           | Filialkirche                  |                                                           |
|      | St. Gertrudis               | Krefeld-Bockum              | St. Christophorus/Krefeld        | Krefeld-Nord               | Pfarrkirche                   | 1857–1859 (Kirchenschiff), 1897–1899 (Glockenturm)        |
|      | Herz Jesu                   | Krefeld-Bockum              | St. Christophorus/Krefeld        | Krefeld-Nord               | Filialkirche                  |                                                           |
|      | Pax Christi                 | Krefeld-Bockum              | St. Augustinus/Krefeld           | Krefeld-Süd                | Filialkirche                  |                                                           |
|      | St. Clemens                 | Krefeld-Fischeln            | Maria Frieden/Krefeld            | Krefeld-Süd                | Pfarrkirche                   |                                                           |
|      | St. Mariä Heimsuchung       | Krefeld-Forstwald           | St. Michael/Lindental            | Krefeld-Süd                | Filialkirche                  |                                                           |
|      | St. Pius X.                 | Krefeld-Gartenstadt         | St. Nikolaus/Krefeld             | Krefeld-Ost                | Filialkirche                  |                                                           |
|      | St. Andreas                 | Krefeld-Gellep-Stratum      | St. Nikolaus/Krefeld             | Krefeld-Ost                | Filialkirche                  |                                                           |
|      | St. Matthias                | Krefeld-Hohenbudberg        | St. Nikolaus/Krefeld             | Krefeld-Ost                | Filialkirche                  |                                                           |
|      | St. Cyriakus                | Krefeld-Hüls                | St. Cyriakus/Hüls                | Krefeld-Nordwest           | Pfarrkirche                   | 1865–1871                                                 |
|      | St. Elisabeth von Thüringen | Krefeld-Inrath              | Heiligste Dreifaltigkeit/Krefeld | Krefeld-Nordwest           | Filialkirche und Grabeskirche |                                                           |
|      | Herz Jesu                   | Krefeld-Königshof           | Maria Frieden/Krefeld            | Krefeld-Süd                | Filialkirche                  |                                                           |
|      | St. Michael                 | Krefeld-Lindental           | St. Michael/Lindental            | Krefeld-Süd                | Pfarrkirche                   |                                                           |
|      | St. Mariä Himmelfahrt       | Krefeld-Linn                | St. Nikolaus/Krefeld             | Krefeld-Ost                | Filialkirche                  |                                                           |
|      | St. Margareta               | Krefeld-Linn                | St. Nikolaus/Krefeld             | Krefeld-Ost                | Filialkirche                  |                                                           |
|      | St. Karl Borromäus          | Krefeld-Oppum               | St. Augustinus/Oppum             | Krefeld-Süd                | Filialkirche                  |                                                           |
|      | Hl. Schutzengel             | Krefeld-Oppum               | St. Augustinus/Oppum             | Krefeld-Süd                | Pfarrkirche                   |                                                           |
|      | St. Josef                   | Krefeld-Traar               | St. Christophorus/Krefeld        | Krefeld-Nord               | Filialkirche                  |                                                           |
|      | St. Heinrich                | Krefeld-Uerdingen           | St. Nikolaus/Krefeld             | Krefeld-Ost                | Filialkirche                  |                                                           |
|      | St. Paul                    | Krefeld-Uerdingen           | St. Nikolaus/Krefeld             | Krefeld-Ost                | Filialkirche                  |                                                           |
|      | St. Peter                   | Krefeld-Uerdingen           | St. Nikolaus/Krefeld             | Krefeld-Ost                | Pfarrkirche                   |                                                           |
|      | Christus König              | Krefeld-Verberg             | St. Christophorus/Krefeld        | Krefeld-Nord               | Filialkirche                  |                                                           |
|      | St. Martin                  | Meerbusch-Langst-Kierst     | Hildegundis von Meer/Meerbusch   | Meerbusch                  | Filialkirche                  |                                                           |
|      | St. Stephanus               | Meerbusch-Lank-Latum        | Hildegundis von Meer/Meerbusch   | Meerbusch                  | Pfarrkirche                   |                                                           |
|      | St. Cyriakus                | Meerbusch-Nierst            | Hildegundis von Meer/Meerbusch   | Meerbusch                  | Filialkirche                  |                                                           |
|      | St. Pankratius              | Meerbusch-Ossum-Bösinghoven | Hildegundis von Meer/Meerbusch   | Meerbusch                  | Filialkirche                  |                                                           |
|      | St. Nikolaus                | Meerbusch-Osterath          | Hildegundis von Meer/Meerbusch   | Meerbusch                  | Filialkirche                  |                                                           |